# José Mendes (futebolista)
José de Jesus Mendes mais conhecido como José Mendes (Setúbal, 16 de janeiro de 1947), é um ex-futebolista português que atuava como defesa central. Notabilizou-se ao serviço do Vitória de Setúbal e do Sporting Clube de Portugal e foi por 8 vezes chamado à Seleção Portuguesa de Futebol. Disputou um total de 276 jogos na primeira divisão portuguesa.[carece de fontes?]

## Carreira
Logo na sua primeira época como sénior no Vitoria de Setúbal, ganha a Taça de Portugal, e mais tarde, ajuda por duas vezes o Vitória a alcançar o segundo lugar da primeira divisão portuguesa, em 1972 e 1973, sendo parte da fase de ouro do clube.
Em competições europeias, disputa oito jogos na extinta Taça das Cidades com Feiras e 28 na Taça UEFA, perfazendo um total de 36 partidas. Chegou aos quartos-de-final da Taça das Cidades com Feiras em 1971 com o Vitória de Setúbal, sendo derrotado pelos ingleses do Leeds United. Em 1973, são eliminados pelo Tottenham nos quartos de final da Taça UEFA, repetindo o feito em 1974, desta feita caindo perante os alemães do VfB Stuttgart.
Foi convocado 8 vezes, entre 1971 e 1976, para a selecção nacional. Joga o seu primeiro jogo a 21 de Novembro de 1971, na fase de qualificação para o Euro 72, contra a Bélgica (1-1 em Lisboa). Veste as cores da equipa das quinas pela última vez a 22 de Dezembro de 1976 em Lisboa, contra a Itália numa partida amigável que termina com um 2-1 para a equipa da casa.